# Чемпионат мира по стендовой стрельбе и стрельбе по движущейся мишени 1967
Чемпионат мира по стендовой стрельбе и стрельбе по движущейся мишени прошёл в 1967 году в городе Пистойя (Италия).

## Общий медальный зачёт
| Место | Страна  | Золото | Серебро | Бронза | Всего |
| ----- | ------- | ------ | ------- | ------ | ----- |
| 1     | СССР    | 3      | 4       | 3      | 10    |
| 2     | ФРГ     | 2      | 0       | 0      | 2     |
| 3     | Италия  | 1      | 1       | 1      | 3     |
| 3     | Швеция  | 1      | 1       | 1      | 3     |
| 5     | Бельгия | 1      | 0       | 0      | 1     |
| 6     | США     | 0      | 2       | 1      | 3     |
| 7     | Дания   | 0      | 0       | 1      | 1     |
| 7     | Польша  | 0      | 0       | 1      | 1     |

## Медалисты

### Стендовая стрельба

#### Мужчины
| Дисциплина                      | Золото               | Золото | Серебро                    | Серебро | Бронза                      | Бронза |
| ------------------------------- | -------------------- | ------ | -------------------------- | ------- | --------------------------- | ------ |
| Трап                            | Гай Ренар (Бельгия)  | 283    | Райхард Лоффельмахер (США) | 282     | Адам Смельчиньский (Польша) | 282    |
| Командные соревнования по трапу | Италия               | 732    | США                        | 719     | СССР                        | 716    |
| Скит                            | Конрад Вирнхер (ФРГ) | 198    | Евгений Петров (СССР)      | 197     | Юрий Цуранов (СССР)         | 197    |
| Командные соревнования по скиту | СССР                 | 392    | Италия                     | 375     | Дания                       | 374    |

#### Женщины
| Дисциплина | Золото                   | Золото | Серебро                   | Серебро | Бронза                   | Бронза |
| ---------- | ------------------------ | ------ | ------------------------- | ------- | ------------------------ | ------ |
| Трап       | Элизабет фон Зоден (ФРГ) | 86     | Валентина Герасина (СССР) | 82      | Вера Веригина (СССР)     | 77     |
| Скит       | Лариса Гурвич (СССР)     | 94     | Клавдия Смирнова (СССР)   | 93      | Мирелла Ленцини (Италия) | 85     |

### Стрельба по подвижной мишени
| Дисциплина     | Золото                   | Золото | Серебро                 | Серебро | Бронза                  | Бронза |
| -------------- | ------------------------ | ------ | ----------------------- | ------- | ----------------------- | ------ |
| 50 м           | Мартин Нордфорс (Швеция) | 171    | Владимир Веселов (СССР) | 164     | Стиг Йоханссон (Швеция) | 163    |
| 50 м (команды) | СССР                     | 638    | Швеция                  | 624     | США                     | 587    |